# Bernhard Schuster
Bernhard Schuster, conegut com a Bernd Schuster (Augsburg, Baviera, 22 de desembre de 1959), conegut amb els malnoms a Alemanya de L'Àngel Ros i a Espanya de El Nibelung, és un exfutbolista professional alemany, actualment entrenador de futbol.
Jugava de lliure o de mig centre però es va consagrar en aquesta última posició per la seva potència, qualitat, visió de joc i passada llarga de precisió sorprenent.

## Carrera esportiva

### Com a jugador
Format als carrers de la seva localitat, comença a l'equip del seu barri augsburgués per a passar amb 16 anys al FC Augsburg, amb el qual estarà 2 anys i serà campió de Baviera.
Amb 18 anys i lliure de la selecció alemanya de la seva categoria, el Bayern de Múnic desestima el seu fitxatge per car, i el Borussia Mönchengladbach i el FC Colònia es barallen per fer-li un contracte professional. El Colònia ho aconsegueix i de la mà del seu mentor, Hennes Weisweiler inicia una carrera meteòrica que en dos anys li dugués a ser titular indiscutible de l'equip i debutar amb la selecció absoluta, amb la qual disputa als 20 anys el Campionat d'Europa d'Itàlia. Alemanya guanya aquest títol amb Bernd com a gran revelació i a final d'any és premiat amb la Pilota de Plata.
Després de l'estiu és traspassat al FC Barcelona amb el qual marcarà una època. No obstant això liderava uns equips descompensats que es construïen entorn de la seva sencera responsabilitat. Malgrat perdre's un any per una gravíssima lesió (1982), estar altre en blanc per problemes amb el president (1987), i dividir l'afició entre els que l'idolatraven i els que el censuraven pel seu fort i introvertit caràcter, el rendiment de l'alemany va ser difícilment superable en els 8 anys que va estar en el FC Barcelona.

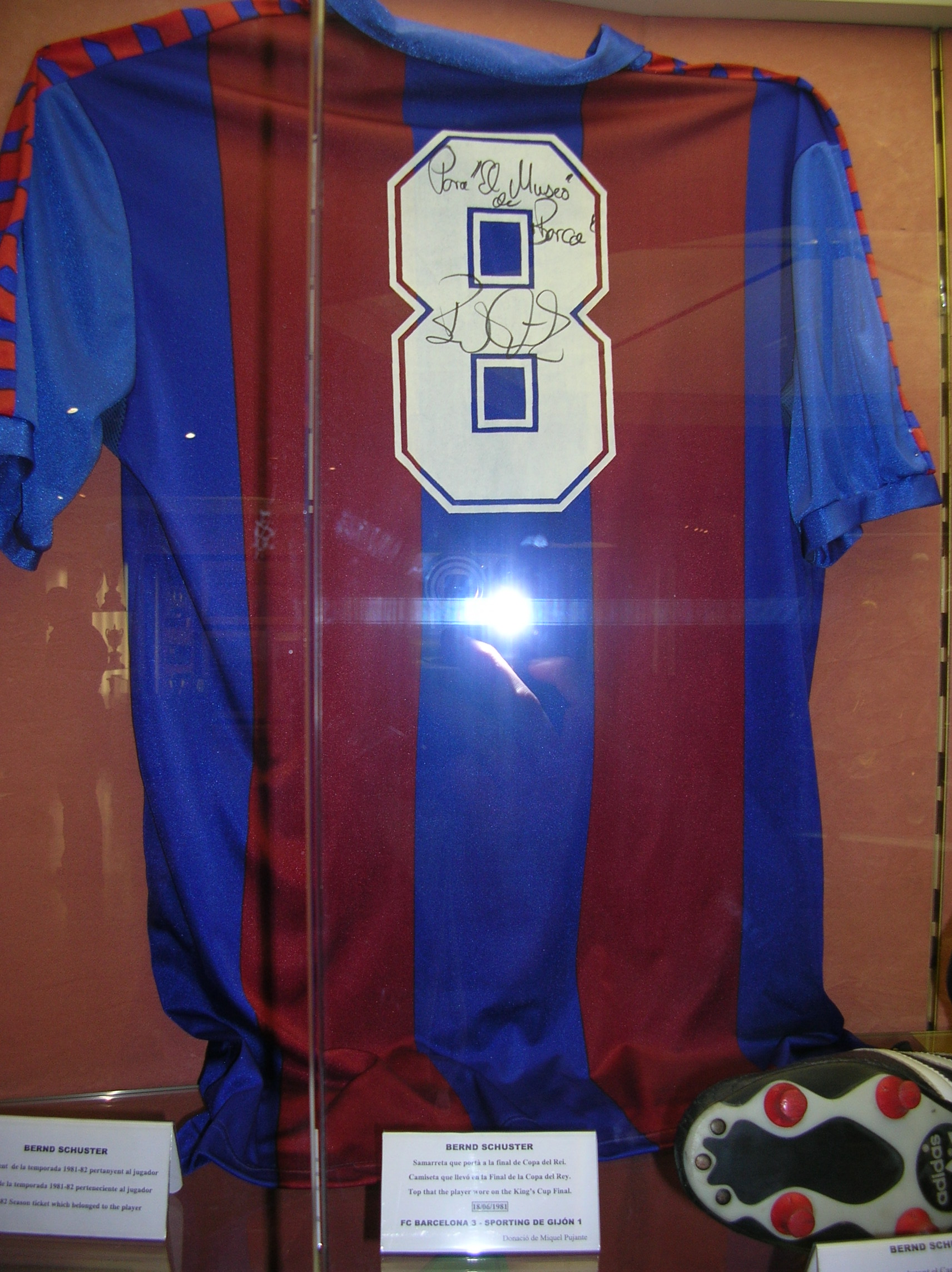
Samarreta de Bernd Schuster al Museu del Barça.

Durant el seu període en el FC Barcelona renuncia a jugar amb la seva selecció amb només 23 anys i tan sols 21 partit internacionals. La pressió mediàtica i les males relacions amb premsa, entrenador i companys desaprofiten un dels majors talents de la història del futbol alemany.
Deixa el FC Barcelona quan acaba contracte el 1988 i fitxa pel Reial Madrid, trobant tranquil·litat extradeportiva i un equip equilibrat que li permet jugar dos anys delectant com a 'director d'orquestra' de la Quinta del Buitre. Participa en el rècord de gols de la Lliga: El Reial Madrid és campió amb 107 gols.
Dos anys després es veu forçat a deixar l'equip, car el seu president prefereix fitxar en el seu lloc el jove Gheorghe Hagi que mai va trobar el seu lloc en el Reial Madrid. Fitxa 'Bernardo', doncs, el 1990, ja amb 30 anys, per un Atlètic de Madrid en crisi al qual posa en la lluita per la lliga amb un futbol de contraatac que dirigeix magistralment. A més l'equip aconsegueix el rècord de minuts sense encaixar un gol, i el seu porter Abel Resino és recordista mundial el 1991. A més de lluitar per la Lliga i fer gran paper en competicions europees, aconsegueix dues Copes del Rei, una d'elles guanyant el Reial Madrid a l'estadi Santiago Bernabéu amb gol seu de falta antològica.
El 1993 retorna a la Bundesliga per jugar amb el Bayer Leverkusen, equip al qual milita fins al 1996. Allí no només demostra que no està acabat sinó que lluita pel campionat i afició i premsa demanen la seva tornada a la selecció per a disputar el Mundial dels Estats Units 1994. No obstant això el seu caràcter fa que la Federació i els futurs companys el vetin tement problemes de disciplina.
Després d'un temps entrenant en el Vitesse neerlandès i una gira de prova amb el San José Clash americà, decideix acabar la seva carrera a Mèxic fitxat pels Pumas de la UNAM el 1997 amb el qual no acaba de trobar la forma. Igual que altres europeus que hi juguen, la tremenda calor i els joves inexperts companys no li permeten desenvolupar el seu joc.
Migcampista organitzador d'extraordinària classe, un dels millors en l'Europa dels anys 80 i de referència mundial en la seva posició de canalitzador. Tan sols la seva renúncia voluntària a jugar amb la selecció alemanya li va impedir tenir un reconeixement major, en no poder disputar les grans competicions internacionals de selecció.
Va ser un futbolista molt complet, fort físicament i talentós tècnicament. Estava dotat d'una extraordinària visió de joc, una excel·lent passada llarg, potent xut, i una gran capacitat golejadora malgrat jugar en el centre del camp. Tenia un gran caràcter i personalitat, fet que li va crear problemes fora del terreny de joc, però que ho convertia en un autèntic i respectat líder sobre el camp. El seu joc marcava el ritme del partit. Era especialista en el llançament de faltes i penals.
Schuster va disputar un total de 316 partits a la Primera divisió espanyola, en què va marcar 87 gols. La combinació dels seus minuts a Espanya, Alemanya i Mèxic supera els 450 partits, totalitzant 105 gols.

### Com a entrenador
Després de finalitzar la seva carrera com futbolista va iniciar la carrera d'entrenador. Va començar entrenant al Fortuna de Colònia el 1997 mentre encara treia el carnet d'entrenador. El modest equip amateur va quedar cinquè de la Segona Divisió, una de les millors classificacions de la seva curta història.
La temporada següent, 1998-99 va entrenar al seu ex equip, el FC Colònia que havia baixat a Segona enmig d'una crisi institucional i esportiva. No va aconseguir pujar-lo de categoria.
El 2001 rep una oferta de la Lliga Espanyola i torna per a entrenar al Xerez CD. Durant dues temporades l'equip andalús frega l'ascens a Primera.
Després d'uns anys veient futbol i comentant partits, el 2004 rep una oferta de la lliga espanyola de futbol per a entrenar al Llevant, equip acabat d'ascendir a la Primera divisió espanyola. Malgrat un començament espectacular encara li fa estar mitjana lliga en lloc europeus, la segona volta és fluixa i poc després del final és destituït deixant a l'equip amb 5 punts d'avantatge sobre el descens, mancant 5 partits. L'equip no reacciona amb la seva marxa i descendeix de categoria. Des d'aquest any, a més, és soci del FC Barcelona.
La temporada (2005-06) va ser fitxat pel Getafe Club de Futbol amb el qual va tenir una arrencada espectacular, sent una de les sensacions del campionat, acabant novè en la classificació i signant per tant la millor temporada de la història del club, que li va valer guanyar el Trofeu Miguel Muñoz d'aquell any. El seu nom sona per al Reial Madrid, que finalment fitxa Fabio Capello. La seva segona temporada al capdavant del Getafe és encara més espectacular que la primera, fer que el converteix en l'entrenador de moda en el futbol espanyol i li augura una banqueta important per a l'estiu del 2007.
Si com a jugador a Alemanya fou conegut com a l'"Àngel Ros", com a entrenador rebé el renom de l''àngel ofensiu', ja que exigeix practicar un bon futbol d'atac, controlant sempre el baló i el partit, sense complexos i amb una gran condició física. "Guanyar no és suficient, l'afició ha de divertir-se", assegura. Els equip grans no han apostat per ell principalment per la seva fama i el seu caràcter esquerp amb la premsa: Bernd haurà de demostrar que la seva personalitat cismàtica s'ha assentat als seus 47 anys.
El 10 de maig de 2007 duu al Getafe CF a la final de la Copa del Rei després d'imposar-se al FC Barcelona per 4-0, després de remuntar el 5-2 del partit d'anada. El 23 de juny de 2007 el seu equip perd la final davant del Sevilla FC. El 28 de juny de 2007 Fabio Capello és destituït de la banqueta del Reial Madrid, malgrat haver guanyat la lliga, i dona pas a Bernd Schuster per a fitxar pel club de la capital espanyola. Un dia després el president del Getafe CF, Ángel Torres, oferia una roda de premsa en la qual acceptava negociar el traspàs de Bernd Schuster al club blanc. Les coses es van complicar quan Ángel Torres va posar preu a la seva marxa del club i a la negativa de Ramón Calderón a pagar-lo. Finalment, Schuster pagà la seva clàusula al Getafe CF i es confirmà com a tècnic del Reial Madrid el 9 de juliol del 2007.
La temporada 2007/08 va ser sonada la roda de premsa de Bernd Schuster després del partit entre el Sevilla FC i el Reial Madrid en la qual va culpar Álvarez Izquierdo de la derrota del seu equip amb l'únic argument que era català, unes declaracions que li varen costar un expedient disciplinari, a instàncies del Comitè Català d'Àrbitres.
El 9 de desembre de 2008 fou destituït com a tècnic del Reial Madrid (immers en una crisi institucional i de resultats) després d'una derrota contra el Sevilla FC per 3 gols a 4 i unes polèmiques declaracions.
El juny de 2013 s'anuncià el seu fitxatge com a entrenador del Màlaga CF de la lliga BBVA, on s'estigué fins al juny de 2014, quan acabà el seu contracte, i fou substituït per Xabi Gracia.

## Vida personal
Schuster es casà en primeres núpcies amb la model Gaby Schuster, que esdevingué la seva mànager; amb ella tingué quatre fills. En arribar al Barcelona preferí instal·lar-se fora de la ciutat i, animat per l'aleshores gerent del Barcelona, Anton Parera, s'instal·là a la urbanització Fontpineda, on Parera tenia un xalet. El 2012 contragué segones núpcies amb Elena Blasco, amb qui tingué un altre fill.